# Båtvirke

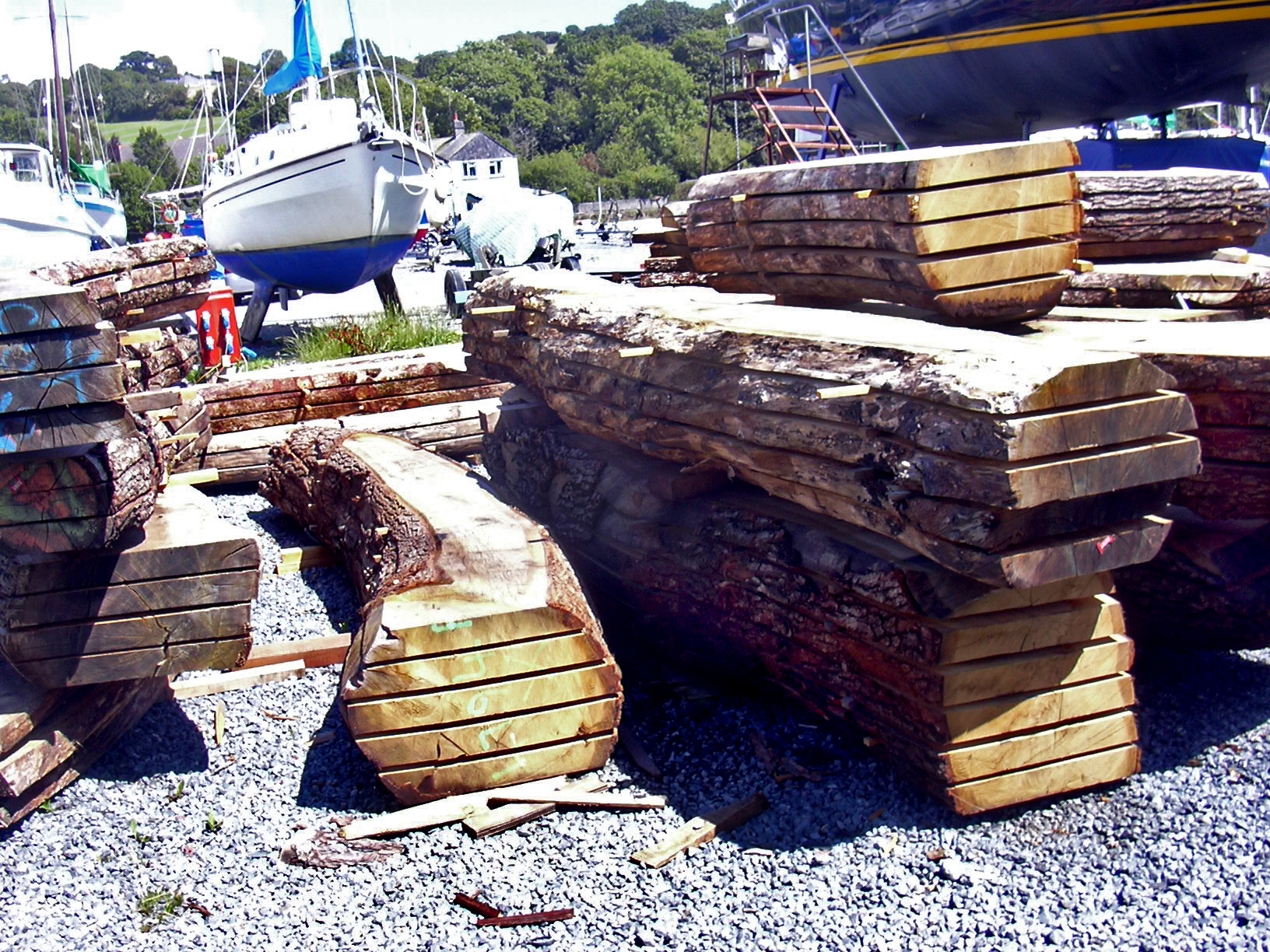
Blocksågat båtvirke av ek

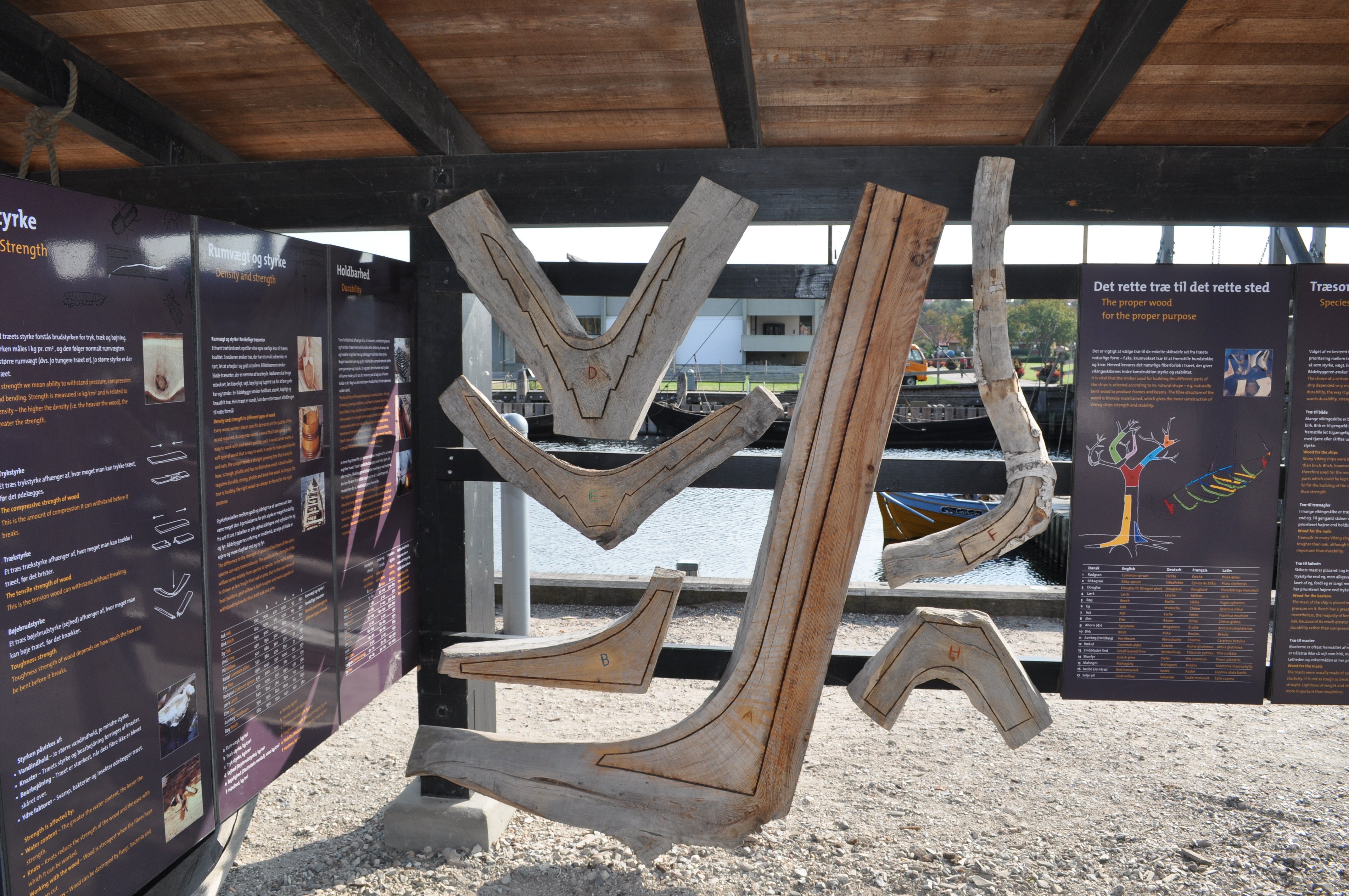
Exempel på krummvuxet trä, ett viktigt material i äldre båtbyggnad. bild Vikingaskeppsmuseet

Virke till en träbåt eller träfartyg och dess lämplighet: Virket måste ha speciella egenskaper och måste väljas med omsorg för olika ändamål vid båtbyggnad eller skeppsbyggnad för att minska fuktrörelse och att få maximal styrka samt struktur. Man bör till exempel i bordläggning eftersträva virke med genomgående samma fuktkvot och riktning på årsringarna och som är fritt från felaktigheter. Kvartersågning är den bästa metoden för ett bra båtvirke, härmed sågas stocken radiellt ut från mitten (märgen). Denna metod ger ett större spill varvid nu vid lag genomsågning mest kommer till användning. Genomsågning sker mest ekonomiskt med bandsåg vid grövre diameter av stock. Viktigt är att ta tillvara krumma träd för stävar, spant, bottenstockar samt även till bordläggningen och andra detaljer där man är behov av krumt virke.

## Al
Al  Alnus glutinosa  (klibbal) är till vikten ett lätt, gulaktigt träslag som har ett visst rötmotstånd (bra hållbarhet i vatten, sämre i luft). Eftersom veden är mjuk är virke från al inte nötningståligt. Det har byggts en del mindre enklare båtar i al, framför allt i södra Sverige. Oftast har al kommit till användning till handlänspumpar, varvid man gjorde pumpstocken av nämnda trä.

## Alm
Alm Ulmus Glabra (skogsalm) är ett hårt virke som är motståndskraftigt mot röta och som lämpar sig väl till köl, bottenstockar samt spant och är lätt att basa till spant och sargar. Det kan även vara ett vackert virke till inredning.

## Ask
Ask Fraxinus excelsior är ett hårt, tungt och rakfibrigt virke, men har ej det motstånd mot röta som alm eller ek har. Asken har kommit till stor användning främst till basning av spant, däcksbalkar, relingslister sarger samt block och inredningsdetaljer.

## Bok
Bok Fagus sylvatica var förr i södra Sverige och på kontinenten i mån av tillgång mycket använt till kölar och bordläggning under vattenlinjen i fartyg. Bok är ett tungt träslag och har normalt ett dåligt rötmotstånd, fartyg som ligger i vatten större delen av året har dock ingen tendens av att angripas av röta under vattenlinjen.

## Björk
Ej lämpligt till båtbyggnad på grund av sin känslighet för röta. Björkplywood som förseglats med epoxi eller plastlaminat kan användas till däck på träbåtar, oftast som ersättning till ett tidigare däcksduk. Björkplywood har kommit till användning till inredning under durk i plastbåtar för inplastning.
Björkplywood har använts från slutet av 1950-talet av yrkessjöfarten till inredning i lastrum och så vidare.

## Ek
Ek Quercus robur är vårt mest använda träslag till träbåtar samt träfartyg, det är tungt och hårt och växer upp till Mellansverige. Ek finns att tillgå i långa längder och grovlekar, i äldre tid var det viktigt att se ut eken i skogen för att få krumvirke till stävar, spant samt övriga krumma detaljer. Eken känns igen på sina märgstrålar när virket är sågat radiellt, kärnveden är mörk och splinten ljus. Splinten är känslig för röta och kan ej användas till båtvirke. Ek har en benägenhet att missfärgas av järn. Ek kan användas till samtliga detaljer i båtens  skrov samt inredning.

## En
En Juniperus communis är ett träslag som har kommit till användning i båtbyggeri säkert långt innan vikingarna byggde skepp. Ene är ett tungt hårt träslag med ett stort innehåll av harts som ger ett bra rötmotstånd. Ene har kommit till användning till att pinna (enepinna är en äldre metod att sammanfoga med enepinne i stället för spik). Med denna metod fäste båtbyggaren bordläggning till spant samt bottenstockar. Metoden att enepinna kommer fortfarande till användning i båtbyggeri i modern tid.

## Furu
Furu Pinus sylvestris , även tall i svenska språket, är i Skandinavien det mest använda träslaget till snickerier, känns igen på terpentinlukten eller doften av kåda när virket är nyligen bearbetat. Splinten är ljusare än kärnan som är rödgul när virket är nybearbetat, färgtonen mörknar efter en tid ytterligare. Kärnveden har större motståndkraft mot röta än splintveden, virket är medelhårt. Tätt mellan årsringarna är ett måste för bra kvalitet. I båtbygge kan furu användas till bland annat bordläggning, balkvägare, däck, all slags rundhult, all inombords inredning. I allmogebåtar i norra Skandinavien används furu även till spant, bottenstockar, samt knän.

## Gran
Gran Picea abies är ett segt homogent gulvit virke, ej rötmotståndigt som furu och har en lägre vikt. Gran används främst till rundhult, spontat virke till rufftak samt dukade däck. En del enklare båtar har byggts med bordläggning i gran. Granen är även att föredra till master och åror då det är segare och inte bryts lika lätt som till exempel furu

## Iroko
Iroko, Chlorophora excelsa, samt Chlorophora regina, är ett tungt gulbrunt träslag som har kommit till användning som ersättning till den dyrare teaken till vissa ändamål. Iroko lämpar sig även bra till kölar, bottenstockar och durkar. Iroko har en benägenhet att slå sig om det sågas upp till klenare dimensioner som läkt eller ribb.

## Lärk
Lärk Larix decidua har ett svagt rödbrunt virke, mest känt är Sibirisk lärk Larix russica. Lärk är ett medeltungt virke som furu men har en mindre andel splintved. Lärken är mest använd till bordläggning i nybyggen samt reparation. En del båtar har lärk under vattenlinjen i botten, friborden är mahogny. Folkbåten är en klassisk segelbåt med tämligen ofta förekommande lärk i bordläggningen. Lärkvirke kan användas till flera olika byggnadsdetaljer i en båt eller ett skepp.

## Mahogny
Mahogny Meliaceae är ett rödbrunt medeltungt homogent virke, ofta kan sågat virke variera i färg från en stock till nästa, splintveden är ljus och bör inte användas till för ögat synliga ställen och ej heller under båtens botten. Hondurasmahogny har varit den förnämsta sorten. Från Brasilien och från Afrika har vi sorter med namnen Khaya, Grand Bassam, Sapeli med flera. De har sina namn efter utskeppningshamnen. Mahogny är relativt homogent och krymper och sväller inte i sådan utsträckning som flera andra träslag. Mahogny används till bordläggning, däcks-layout och all slags inredning. Den får en mörkare ton efter oljning med linolja med efterföljande lack.

## Oregon Pine
Oregon Pine eller Douglas fir Pseudotsuga familjen pinaceae är ett medeltungt virke, till färgen gult till rödbrunt i kärnan, påminner om furu. Kan användas till bordläggning, längsgående förstärkningar, rundhult, däcksbalkar samt inredning. Oregon Pine är ett vackert trä till däck med efterföljande oljning och fernissa.

## Spruce
Spruce eller sitkagran Picea sitchensis är ett nordamerikanskt, till färgen gulvitt, segt, lätt träslag likt skandinavisk gran. Spruce finnes att få i långa kvistfria längder och lämpar sig ypperligt till master till segelbåtar. Kan även användas till spontad läkt till rufftak och däck som beläggs med duk.

## Teak
Teak Tectona grandis . Teak har använts till bordläggning och all slags inredning samt durkar. Teak är vanligt till nåtat trädäck, en typ av däcksbeklädnad, varvid man fäster ribbor med ett urfräst spår i kanten som fylls med en elastisk gummimassa.  Teaken innehåller harts, därmed är teak svår att limma och ytbehandla med fernissa. Teak innehåller kiselsyra, som har en benägenheten att slöa verktyg. I maskinerna behövs fräsverktyg av hårdmetall.